# 十二笏
十二笏（英語：Shap Yi Wat）為香港沙田區一條客家村落，隸屬沙田鄉事委員會和沙田九約之一的小瀝源約。十二笏位處海拔300米以上的高地，坐落於雞胸山東面山麓，四周為獅子山郊野公園所包圍，與茅笪村隔谷相對。十二笏在慈沙古道沙田坳以北數百米外，汽車可由九龍一方經沙田坳道進入該村。
十二笏建有新舊村，村口皆有大閘保護。新村較近沙田坳，有6間建於1980年代初的丁屋；舊村則有8間村屋。

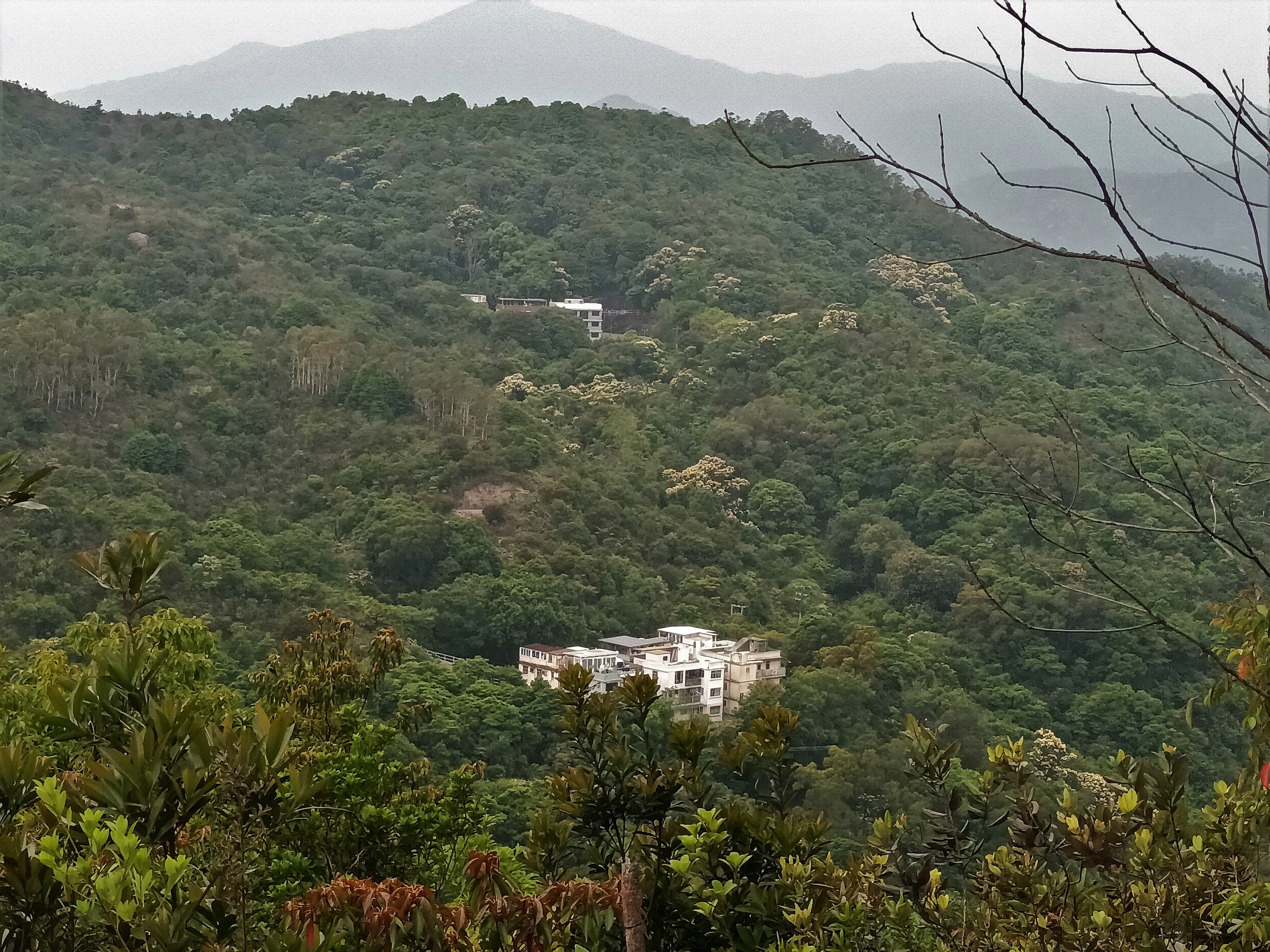
眺望十二笏新村和舊村

## 歷史
十二笏居民大多為曾姓，曾氏家族為香港最富有的家族之一，祖先經廣東河源、寶安及南頭開枝散葉到現址。1911年，十二笏有人口6人。經過艱苦的日治時期，十二笏只餘下3名村民生環。1963年，十二笏有三戶人家。十二笏有參加每十年一次的沙田九約太平清醮，最近一次為2015年：有醮信共八戶共45人。
十二笏與觀音山各村關係良好，以前村民常與觀音山村、茅笪村、茂草岩等鄰村通婚。
1943年，一架盟軍飛虎隊戰機墜毀於茅笪村後山，一名盟軍少將被茅笪村女村民洪桂英發現並指引逃走方向，日軍其後向她查問仍拒供出情報。戰後她嫁給青梅足馬的十二笏村村民曾生，他是東江游擊隊成員。

## 事件
2011年5月，九龍東立法會議員陳鑑林被指非法佔用其所住的十二笏村的村口官地作為放置貨櫃用途，並且被發現其十二笏村的三層高住宅有最少三處非法僭建。

## 交通
茅笪和十二笏居民只能依賴香港居民巴士NR806線進出市區。此巴士線來往觀音花園及黃大仙（盈鳳里），村民需步行出沙田坳獅子亭巴士站登車。星期一至五有五班車，星期六、日及公眾假期每一小時有一班。由於客量很少，此巴士線過去多次停運和轉手，令村民苦不堪言。

## 外部連結
- 居民代表選舉十二笏（沙田）的劃定現有鄉村範圍（2019至2022年） （页面存档备份，存于）